# Lijst van voetbalinterlands België - Finland (vrouwen)
Deze lijst van voetbalinterlands is een overzicht van alle officiële voetbalinterlands tussen de nationale vrouwenteams van België en Finland. De landen hebben tot nu toe zeven keer tegen elkaar gespeeld.

## Wedstrijden
| № | Plaats          | Datum            | Competitie           | Wedstrijd        | Uitslag |
| - | --------------- | ---------------- | -------------------- | ---------------- | ------- |
| 1 | Pori            | 24 augustus 1985 | Vriendschappelijk    | Finland − België | 1 − 0   |
| 2 | Knokke-Heist    | 23 augustus 1986 | Vriendschappelijk    | België − Finland | 0 − 5   |
| 3 | Espoo           | 12 mei 1990      | WK 1991 kwalificatie | Finland − België | 3 − 0   |
| 4 | Brussel         | 13 oktober 1990  | WK 1991 kwalificatie | België − Finland | 1 − 0   |
| 5 | Strombeek-Bever | 31 augustus 2005 | WK 2007 kwalificatie | België − Finland | 0 − 3   |
| 6 | Tampere         | 6 mei 2006       | WK 2007 kwalificatie | Finland − België | 3 − 0   |
| 7 | Hämeenlinna     | 27 mei 2012      | Vriendschappelijk    | Finland − België | 1 − 0   |

## Samenvatting
| Competitie        | Totaal gespeeld | Winst België | Gelijk | Winst Finland | Doelsaldo België – Finland |
| ----------------- | --------------- | ------------ | ------ | ------------- | -------------------------- |
| WK-kwalificatie   | 4               | 1            | 0      | 3             | 1 − 9                      |
| Vriendschappelijk | 3               | 0            | 0      | 3             | 0 − 7                      |
| Totaal            | 7               | 1            | 0      | 6             | 1 − 16                     |